# Apogon guadalupensis
Apogon guadalupensis е вид лъчеперка от семейство Apogonidae. Видът е незастрашен от изчезване.

## Разпространение и местообитание
Разпространен е в Мексико и САЩ.
Среща се на дълбочина от 2 до 18 m, при температура на водата от 22,3 до 23,2 °C и соленост 34,4 – 34,6 ‰.

## Описание
На дължина достигат до 13 cm.